# Petroperú

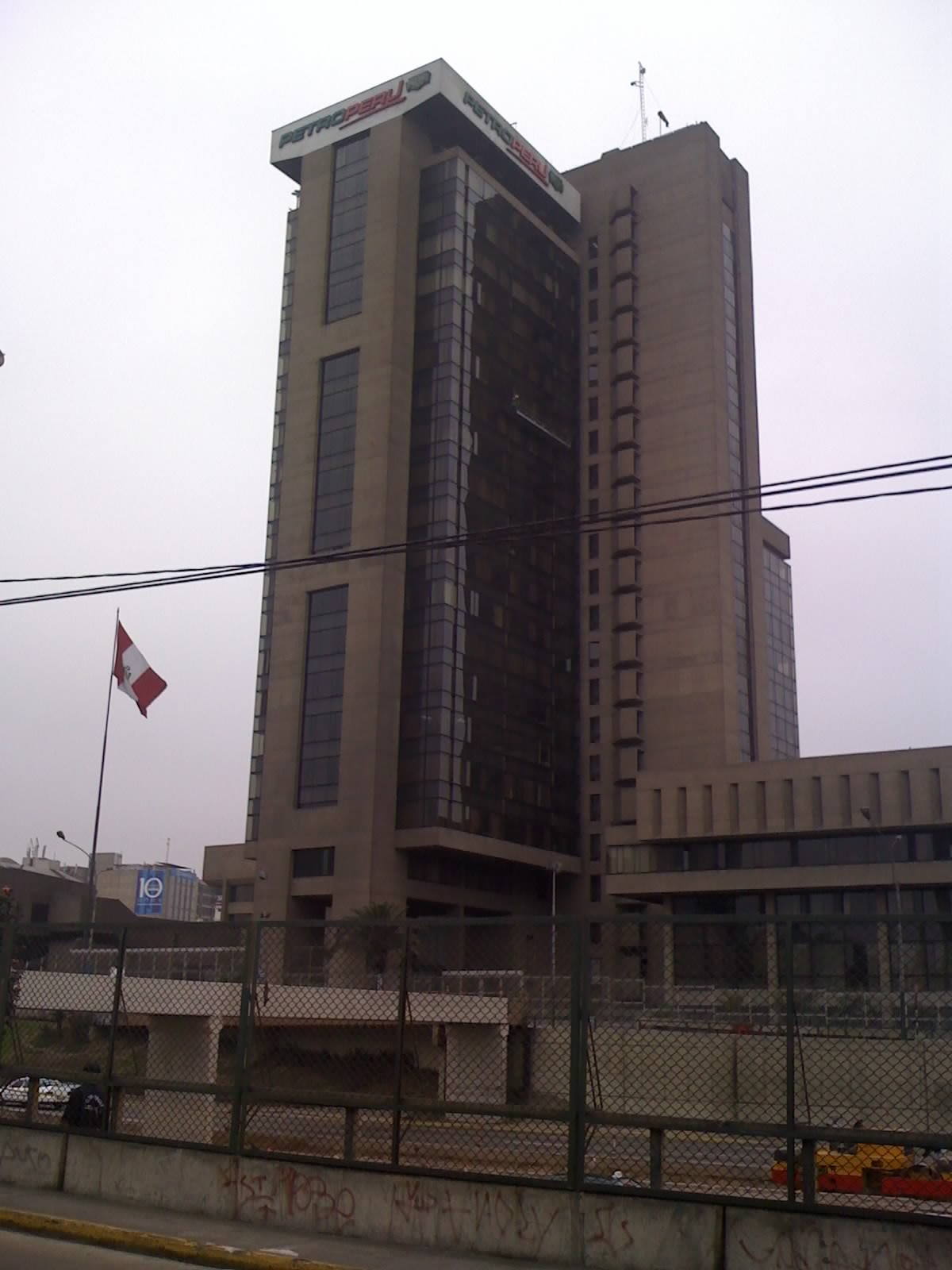
Здание компании в Лиме

Петроперу́ (исп. Petroperu или исп. Petróleos del Perú) — перуанская нефтяная государственная компания. Деятельность «Петроперу» заключается в добыче, транспортировке и переработке нефти. Компания была основана 24 июля 1969 года в правление президента Хуана Веласко Альварадо из объединённых национализированных местных нефтяных компаний, а также на базе национализированных богатых месторождений, принадлежавших компании Esso.